# Río Machara
El río Machara (en georgiano: მაჭარა; en abjasio: Маҷара) es un río del extremo sureste de Europa, que nace al sur de las montañas del Cáucaso y fluye en dirección oeste hasta desaguar en el mar Negro.
El río nace como la unión de los ríos Machara Mayor (que nace cerca de Tsebelda) y el río Machara Menor, cuyo encuentro se produce en el pueblo de Merjeuli y su desembocadura en el mar Negro, cerca de Machara. Las fuentes del río son lluvia y del agua subterránea. El caudal de agua medio anual es de unos 5 metros cúbicos por segundo, pues el agua abunda en la época fría, y escasea entre julio y septiembre. 